# Vanni Scheiwiller
Vanni Scheiwiller (né à Milan le 8 février 1934, mort dans la même ville le 17 octobre 1999) est un critique d'art, un éditeur et un journaliste italien.

## Biographie
Vanni Scheiwiller est le petit-fils, par sa mère, du sculpteur Adolfo Wildt. Son père, Giovanni Scheiwiller (1889-1965), originaire de la Suisse allemande est pendant plusieurs décennies le directeur de la librairie Hoepli et entame, vers 1925, une activité d'éditeur d'art et de littérature avec les éditions All'insegna del Pesce d'Oro. Le grand-père Giovanni Scheiwiller (1858-1904) avait été un des premiers collaborateurs de Johannes Ulrich Höpli (1847-1935, le nom a été italianisé en Ulrico Hoepli).
En 1960, Vanni obtient un diplôme en lettres modernes de l'Université catholique du Sacré-Cœur de Milan, avec une thèse que Alberto Savinio et/ou le surréalisme en Italie, et dès 1951, il assiste son père en poursuivant l'activité d'éditeur.
En quarante-huit ans, de 1951 à 1999, Vanni Sheiwiller publie plus de 3 000 titres partagés en 44 collections de livres. Parmi les auteurs, on trouve certains des plus grands écrivains italiens et étrangers du XXe siècle. Il publie de nombreuses anthologies, publications d'art et catalogues.
De 1969 à 1978, il tient la rubrique d'art de «Panorama», de l'hebdomadaire «L’Europeo» et, épisodiquement, du «Il Giornale nuovo» d'Indro Montanelli. de 1984 à septembre 1999, il collabore à «Il Sole 24 Ore» et préside à la naissance du supplément dominical consacré à la culture.
En 1977, il fonde la Libri Scheiwiller, qui débute grâce au mécénat bancaire et en particulier ceux du Credito Italiano et de la Banco Ambrosiano venitienne. Avec ce nouveau sigle, de nouvelles collections sont publiées.

## Sources
- (it) Cet article est partiellement ou en totalité issu de l’article de Wikipédia en italien intitulé « Vanni Scheiwiller » (voir la liste des auteurs).